# Вера (ТВ серија)
Вера (енг. Vera) је британска серија заснована на романима истог имена ауторке Ен Кливс. У серији се све врти око Вере, жене која је цео свој живот провела у полицији али свој посао ради беспрекорно. Серија се приказује на британској телевизији ITV .
Серија до сада има девет сезона а почело се са снимањем и десете сезоне.

## Улоге
- Бренда Блетин као Вера Стенхоуп
- Дејвид Леон као Џо Ешворт
- Кени Даути као Ејден Хили
- Џон Морисон као Кени Локхарт
- Каш Џамбо као Бетани Вилан
- Кингсли Бен-Адир као др Маркус Самнер
- Вунми Мосаку као Холи Лосон
- Пол Ритер као др Били Картврајт
- Лиса Хамонд као Хелен Милтон
- Рили Џонс као Марк Едвардс
- Нуф МекЕван као Хичам Черади
- Ибинабо Џек као Жаклин Вилијамс
- Кел Келбреј као Ребека Шеферд
- Пол Кеј као Малком Донахју
- Стив Еветс као Џорџ Вутен

## Епизоде
| Сезона | Сезона | Епизоде | Епизоде | Оригинално емитовање | Оригинално емитовање |
| Сезона | Сезона | Епизоде | Епизоде | Премијера            | Финале               |
| ------ | ------ | ------- | ------- | -------------------- | -------------------- |
|        | 1.     | 4       | 4       | 1. мај 2011.         | 22. мај 2011.        |
|        | 2.     | 4       | 4       | 22. април 2012.      | 3. јун 2012.         |
|        | 3.     | 4       | 4       | 25. август 2013.     | 15. септембар 2013.  |
|        | 4.     | 4       | 4       | 27. април 2014.      | 18. мај 2014.        |
|        | 5.     | 4       | 4       | 5. април 2015.       | 26. април 2015.      |
|        | 6.     | 4       | 4       | 31. јануар 2016.     | 21. фебруар 2016.    |
|        | 7.     | 4       | 4       | 19. март 2017.       | 9. април 2017.       |
|        | 8.     | 4       | 4       | 7. јануар 2018.      | 28. јануар 2018.     |
|        | 9.     | 4       | 4       | 13. јануар 2019.     | 3. фебруар 2019.     |

### Сезона 1
| Бр. еп. | Наслов               | Премијера     | Гледаност у Уједињено Краљевство (милиони) |
| --- | -------------------- | ------------- | ------------------------------------------ |
| 1 | ''Сакривени дугови'' | 1. мај 2011.  | 6,75                                       |
| Вера Станхопе има два наизглед неповезана убиства и отмицу. Њен живот је закомпликован смрћу њеног оца и одлуком да живи у његовом дому који нажалост садржи остатке његовог живота. Прича се одвија тако што је Вера открила да су убиства везана за фотографије и камеру која недостаје. |                      |               |                                            |
| 2 | ''Причајући приче''  | 8. мај 2011.  | 6,67                                       |
| Џини Лонг бежи из притвора, 10 година након што је осуђена за убиство Аби, ћерку свог љубавника. Кад ју је отац хладно одбацио након повратка кући, Џини се убија. Вест о њеној смрти коначно доноси доказе који доказују да је невина, како је дуго тврдила, што је довело до тога да ће Вера поново отворити случај. |                      |               |                                            |
| 3 | ''Замка за вране''   | 15. мај 2011. | 6,58                                       |
| Вера истражује убиство старе сараднице Беле Фурнес, која је пронађена мртва у штали њене сеоске куће. Ен Прис, активисткиња за природу и екологију, која је открила тело, негира да има мотив за убиство. Сумња пада на Белиног пасторка, Невила, који стоји да наследи земљу на којој се налази сеоска кућа. Његова повезаност с локалном грађевинском фирмом, која планира срушити сеоску кућу како би изградила прилазни пут за нови каменолом, додатно усложњава Верину истрагу. У међувремену, Вера се суочава са ожалошћеном мајком чији је син нестао док је био у сеоској кући неколико година раније. Пошто се сложи љубавни троугао у који је укључено неколико главних осумњичених, друго убиство баца сумњу на идентитет убице Беле и почињу се појављивати везе између три случаја, сугерирајући могући мотив за убиство. |                      |               |                                            |
| 4 | ''Мали Лазар''       | 22. мај 2011. | 6,58                                       |
| Када се тело тешко претучене младе мајке нађе у мочвари, Вера прати траг стопала и открива дечака потопљеног у оближњој реци. Како се испоставило да је почетна жртва неколико пута претучена бејзбол палицом, Вера и Џо кренули су у откривање њеног идентитета. Сандук који садржи 2.000 фунти који се нашао у пртљажнику њеног аутомобила не даје значајне трагове, а младић се не може сетити догађаја у тој ноћи, нити већег дела свог живота до данас. Када је жртва коначно идентификована као 31-годишња Маргарет Вајлд, сложен сплет бивших веза и злостављања код куће почиње да се шири. Док Вера покушава идентификовати могућег осумњиченог који је идентификован као 'сјајан човек', она почиње да локални судија Патриша Кармајкл је знала жртву добро међутим неће да сарађује са полицијом.                           |                      |               |                                            |

### Сезона 2
| Бр. еп. | Наслов                  | Премијера       | Гледаност у Уједињено Краљевство (милиони) |
| --- | ----------------------- | --------------- | ------------------------------------------ |
| 1 | ''Позиција духа''       | 22. април 2012. | 6,12                                       |
| Када стара колегиница Вере, наредник Стјуарт Макен, почини самоубиство у болници у којој је његова ћерка критично повређена након што је његов дом погођен ватром, истрага доводи до броја осумњичених: очуха ћерке, несталог демонстранта који је пратио наредника, трудне девојке демонстранта и уметничког наставник. Надаље, открива се афера вишег официра с Макеном, а други покушај напада на његову ћерку у болници разоткрива случај како би се објаснило наредниково самоубиство. |                         |                 |                                            |
| 2 | ''Тихи гласови''        | 29. април 2012. | 6,53                                       |
| Социјална радница Џени Листер убијена је док плива. Сви говоре о Џени као да је савршена, што буди Верине сумње, посебно када сазна да је Џени писала књигу о неким њеним случајевима које је решила. |                         |                 |                                            |
| 3 | ''Извесни Самарићанин'' | 20. мај 2012.   | 6,98                                       |
| Ципела пронађена у Њукаслу, подудара се са другом која је пронађена поред леша који је пронађен у Портсмуту. Жртва је у свом крвотоку имала трагове хероина, новчаник који садржи 300 фунти и кредитну картицу другог човека. Истрага укључује посесивну мајку, девојку, пчелара који умире од леукемије и локалног дилера дрога које су касније пронађени мртви на плажи. Верина приватна сећања на њеног мртвог оца такође су узбуркана када јој Џо даје адресу очеве љубавнице.          |                         |                 |                                            |
| 3 | ''Санденсер''           | 3. јун 2012.    | 5,83                                       |
| Освета стоји иза клиничког убиства Деверсона, војника задуженог за деактивирање бомби, јединице Санденсер. Деверсонов други командант, Оли, који је убијен у Авганистану импровизованом експлозивном направом, имао је аферу са његовом супругом. Супруга, Олијева породица и остали чланови јединице под сумњом су а смрт другог члана јединице збуњује истрагу којој не помажу остале јединице војске.                                                                                    |                         |                 |                                            |

### Сезона 3
| Бр. еп. | Наслов               | Премијера           | Гледаност у Уједињено Краљевство (милиони) |
| --- | -------------------- | ------------------- | ------------------------------------------ |
| 1 | ''Дворци у ваздуху'' | 25. август 2013.    | 6,29                                       |
| Када је млада жена Лизи Фолкнер стрељана изван куће за одмор где она и група пријатеља бораве за викенд, Вера и Џо сумњају да би њено убиство могло бити повезано са лоповима који раде у оближњим пољима. Они идентификују осумњиченог, Роберта Дорана, али упркос томе што је у то време био у близини, он негира да је одговоран за њено убиство. Вера почиње сумњати да је женина смрт можда била случај погрешног идентитета и да је намеравана жртва можда била једна од дизајнера планине, Корин Франкс, за коју се мислило да је у то време била тамо. Чини се да веза са трагичном саобраћајном несрећом у којој је учествовала Корин довела до тога да невина жена изгуби живот потврђује њихову теорију, а када је Корин касније још једном циљана и убијена, тим коначно сазнаје ко стоји иза убиства.                                                    |                      |                     |                                            |
| 2 | ''Дете са постера''  | 1. септембар 2013.  | 6,74                                       |
| Прослављени доктор Дан Марсден упуцан је у главу у дневној соби у свом сеоском дому, а његове две ћерке, Карен и Мира, одведене су отете. У међувремену, нови детектив Бари Келман, привремено је додељен тиму како би им помогао у истрази. Првобитна сумња пада на Џону Регана, награђиваног фотографа који је раније покушавао да усвоји Миру пре него што је она припала породици Марсден. Међутим, убрзо постаје очигледно да је једна од Мирине родбине - њен отуђени брат Малик - за кога се веровало да је погинуо у бомбашком нападу у Багдаду - у ствари жив и здрав, и да је контактирао с њом преко друштвених медија. Малик је, међутим, одлучан да се с Миром повуче у домовину, али кад се суочи са Лауром Марсден и детективом Келманом, догоди се трагедија.                                                                                         |                      |                     |                                            |
| 3 | ''Млади богови''     | 8. септембар 2013.  | 6,54                                       |
| Група од шест студената на викенд одмору у рекреативном центру сведочи о човеку у ватри који пада са литице у реку испод. Откривено је да је жртва, Гидеон Фрејн, дечак из локалног интерната за ученике са високим постигнућима, али се такође зна да има бурну прошлост, будући да је био одговоран за 97 случајева узнемиравања његове бивше девојке. Када Били открије узрок смрти - тровање, Вера почиње да сагледава случај из потпуно друге перспективе. Када тим коначно пронађе Гидеоновог бившег најбољег пријатеља Џејмија Левинсона и он и Вера постају жртва новог тровања. Везе почињу да се граде када Џо случај повеже са смрћу бившег учитеља у њиховој школи, чија се ћерка случајно појавила када је Гидеон убијен. |                      |                     |                                            |
| 4 | ''Блудни син''       | 15. септембар 2013. | 6,54                                       |
| Бивши детектив лондонске метрополитанске полиције и добро документовани мушкарац, Џон Ворнок, нађен је мртав са убодом у уличици поред локалног пуба који је посетио раније увече. Сумња испрва пада на младог уличног лопова Риса, који је добро познат Кенију и то зато што га је у прошлости неколико пута ухапсио. Иако Рис признаје да је украо кредитну картицу жртве, он негира убиство. Сложена мрежа односа и превара почиње да избија на површину, а ускоро постаје очигледно да је Варнок користио своје вештине као детектив да делује као шпијун локалне компаније адвоката, како би открио тајне свог тренутног шефа, власника пиваре Сем Харпера. Али с Семом, његовом женом и његовом ћерком који имају чврсто алибије за време Варноковог убиства, Вера је препуштена да дешифрује како је једна од њих успела да се склони како би извршила злочин. |                      |                     |                                            |

### Сезона 4
| Бр. еп. | Наслов                     | Премијера       | Гледаност у Уједињено Краљевство (милиони) |
| --- | -------------------------- | --------------- | ------------------------------------------ |
| 1 | ''У улици Харбор''         | 27. април 2014. | 7,00                                       |
| Џоина ћерка је сведок смрти пензионера, наизглед избоденог у возу у којем су путовали она и њен отац. Изгледа да је њен наизглед миран живот ништа друго осим тога, али Верина истрага почиње да разбија запетљану мрежу лажи и обмана. Чини се да стари пријатељ Вериног оца држи кључ читаве мистерије, која укључује разбијање убиства почињеног тридесет година раније, силовање које је резултирало дететом чији је идентитет заогрнут мистеријом и аферу за коју нико није сумњао. Вера схвата да се одговор можда крије у догађајима који су се почели понављати.                                                                                |                            |                 |                                            |
| 2 | ''Заштићени''              | 4. мај 2014.    | 6,44                                       |
| Када млади агент некретнине умре на плажи у заливу Витлеј Беј, Верина истрага почиње да мета многима. Чини се да жртва није била само у тајној вези са својом отуђеном сестром, већ се она сукобила са локалним власником аркада, чији је син умро у његовој кући много година раније . Када жртвин отац умре од срчаног удара, Вера посумња у лошу игру, али испада да то није случај. Међутим, превара у вези са изнајмљивањем некретнина у породици може бити кључан мотив смрти жртве. Али да би спојила све делове слагалице заједно, Вера мора да открије неке дуго укопане тајне, што доводи до открића који тим чврсто усмерава у правцу убице. |                            |                 |                                            |
| 3 | ''Ловци на јелене''        | 11. мај 2014.   | 6,01                                       |
| У каменолому је пронађен мртав мушкарац убијен једним метком. Жртва је била у Нортумберланду како би продао имовину свог недавно преминулог деде, али у последњи тренутак је продата богатом пару који поседује ловиште јелена у близини. Откривено је да је спаљено друго возило са посмртним остацима мртвог јелена и да се сумња у криволов. |                            |                 |                                            |
| 4 | ''Породица мртвог човека'' | 18. мај 2014.   | 6,22                                       |
| Мушкарац, срећно ожењен, откривен је у реци с везаним ципелама што сугерира самоубиство све док смрт не потврди убиство. Жртва је била доушник за приходе и царину у случају везаном за кријумчарење алкохола. Вера наводи осумњичене из породице и на његове пословне сараднике. |                            |                 |                                            |

### Сезона 5
| Бр. еп. | Наслов            | Премијера       | Гледаност у Уједињено Краљевство (милиони) |
| --- | ----------------- | --------------- | ------------------------------------------ |
| 1 | ''Промена плиме'' | 5. април 2015.  | 6, 52                                      |
| Када је Џо промовисан, Вера и њен нови наредник, Ејден хили, истражују кобну експлозију у парку каравана у којем је убијена Дина Винер, сестра власника парка, Џима. Мистерија се продубљује када Вера и Ејден открију да је Дина убијена, а затим смештена у караван пре него што је експлодирала бомба. |                   |                 |                                            |
| 2 | ''Старе ране''    | 12. април 2015. | 5, 91                                      |
| Откривање костурних остатака у Холоуторп Вудсу доводи до тога да ће Вера поново отворити случај седамнаестогодишње девојчице, Кери Телинг, која је нестала тридесет година раније. Кости су пронађене поред камере, кредитне картице и телефонског броја клинике за абортус. Када се догоди још једно убиство, Вери постаје очигледно да је убица неко ко је имао нешто да сакрије пре тридесет година и да је још увек спреман да убије да би се чувала тајна. |                   |                 |                                            |
| 3 | ''Мутне воде''    | 19. април 2015. | 6, 20                                      |
| Вера и њен тим истражују смрт младића баченог у јами. Вера открива да је жртва била путница која је напустила свој камп након свађе са родитељима о томе да је геј. Вера лоцира комби жртве, који садржи гомилу белешки, сугеришући да је жртва била умешана у нешто илегално. Међутим, глув је дечак који Вере представља решење случаја. |                   |                 |                                            |
| 4 | ''Сенке на небу'' | 26. април 2015. | 6, 13                                      |
| Вера мора открити живот тајни и лажи када Овена Торна, вољеног породичног човека, нађу мртвог на паркиралишту. |                   |                 |                                            |

### Сезона 6
| Бр. еп. | Наслов            | Премијера         | Гледаност у Уједињено Краљевство (милиони) |
| --- | ----------------- | ----------------- | ------------------------------------------ |
| 1 | ''Тамни пут''     | 31. јануар 2016.  | 7, 93                                      |
| Када је Ана Марија Ричардс пронађена мртва у чамцу, без ципела, Вера закључује да је убијена код куће, а тело бачено. Касније, Вера открива да је она била честа посета морском пансиону где је забављала мушкарце које је упознала док је радила као конобарица, као и продавачица дрога. Испитивање породице пружа Вери идентитет убице, иако истрагу обележава и напад на једног члана тима. |                   |                   |                                            |
| 2 | ''Дете уторка''   | 7. фебруар 2016.  | 7, 91                                      |
| Вера истражује смрт локалног момка чије је тело пронађено умотано у пластичне чаршаве на једном тинејџерком окупљању. |                   |                   |                                            |
| 3 | ''Ловац мољаца''  | 14. фебруар 2016. | 8, 14                                      |
| Вера истражује убиство 22-годишњег Алека Гартсида, жртве пљачке у забаченој долини Нортумберланд. |                   |                   |                                            |
| 4 | ''Морско стакло'' | 21. фебруар 2016. | 7, 55                                      |
| Леш Томија Стонала извучено је из мора шест недеља након што су га синови пријавили да је нестао. Пре смрти је био у депресији посебно након смрти његове супруге, огромних дугова и оптужби - никада доказаних - од стране непопуларне браће и сестре Ели и Џеја Конока у оптужби да је спалио њихов рибљи маркет, убивши њиховог оца. Вера, међутим, сумња на самоубиство све до кад нађе напуштени комби обојен Томијевом крвљу, одводећи је до куће где је боравио нестале недеље и где проналази кријумчарене цигарете. Открила је и злобније кријумчарење у који је био умешан Томи те објашњава пожар у рибљем маркету. |                   |                   |                                            |

### Сезона 7
| Бр. еп. | Наслов                 | Премијера      | Гледаност у Уједињено Краљевство (милиони) |
| --- | ---------------------- | -------------- | ------------------------------------------ |
| 1 | ''Природна селекција'' | 19. март 2017. | 8, 83                                      |
| Вера је увучена у сумњиву смрт Џеме Вајат на Тернстону, удаљеном и неприступачном острву крај обале Нортумберланда. Иако пријатељи и породица жртве верују да је њена смрт била несрећа, трагови на њеном телу брзо доказују супротно. Како се сумње окрећу ка њеној породици и ка радницима, Вера почиње да саставља потпуно различит портрет популарне и успешне ренџерке. Али како је Џема преко ноћи остала сама на острву, остаје питање ко је могао да изврши издајничко путовање на неприступачним обалама острва да је убије и зашто? |                        |                |                                            |
| 2 | ''Мрачни анђео''       | 26. март 2017. | 7, 72                                      |
| Тело младића откривено је лицем према доле у реци али су га нашли без лица. Али без личне карте на терену, проналажење идентитета жртве представља тешкоћу за Веру и њен тим. Присиљена је да крене са јединственим траговима: прстен који је младићевог врата, трагови игала на телу и омот од дроге са изразитим жигом - Мрачни анђео. Тражење печата одвлачи Вере до Гејтсхеда и у нарко картел Њукасла, где је жртва, Нејтан, имао неколико веза с људима и опасним и рањивим - сви људи с добрим разлогом да убију Нејтана. Али истрага постаје неочекивани преокрет када сведочење доводи Веру и Хили на место старог злочина, забачене фарме у којој се пре 13 година догодило брутално убиство. Поставља се питање може ли постојати веза између Нејтановог убиства и историјског злочина. |                        |                |                                            |
| 3 | ''Неиспуњено обећање'' | 2. април 2017. | 7, 86                                      |
| Вера је позвана на Универзитет у Нортумберланду када Џејми Маршал, млади, перспективни студент журнализма, бива бачен с врха напуштене лабораторије. Без очевидаца и непосредних трагова, Вера се обраћа пријатељима и породици како би сакупила све што је могуће о њему и открива ко га је можда желео мртвог. Њена истрага дубље се увлачи у Џејмијев академски и лични живот, јер постаје очигледно да све није онако како се чини. Његову светлу страну личности издају влог постови који га потпуно бацају у другачије светло, са гневом и огорчењем који искачу на површину. Али против чега се Џејми борио? |                        |                |                                            |
| 4 | ''Прекривач у блату''  | 9. април 2017. | 7, 87                                      |
| На градилишту новог мола, грађевински радници откривају шокантно откриће: тело младе жене закопано је испод земље. На сцени су претпоставке да се ради о телу локалне тинејџерке Мие Хинкин која је нестала пре шест недеља. Вера је приморана да достави страшне вести разореној породици, очајној због могућег одговора полиције. С телом које је нађено тако близу куће, Вера мора поново пронаћи кораке рањиве младе жене из свог изолованог сеоског живота и прећи у мрачну и запетљану мрежу преваре да би пронашла њеног убицу. |                        |                |                                            |

### Сезона 8
| Бр. еп. | Наслов          | Премијера        | Гледаност у Уједињено Краљевство (милиони) |
| --- | --------------- | ---------------- | ------------------------------------------ |
| 1 | ''Крв и кости'' | 7. јануар 2018.  | 9, 37                                      |
| Веру позивају када су откривени угљенисани остаци тела у спалионици у кланици. Пронађено је тело тела Харија Фентона из Јединице за преваре у Нортумберланду који је био последњег дана посла пре пензије. Након што један од Фентонових колега, Вилијамс, даје Вери користан савет, Вера се бави једним од Харијевих случајева преваре.                             |                 |                  |                                            |
| 2 | ''Црни лед''    | 14. јануар 2018. | 9, 21                                      |
| Вера је позвана на место аутомобилске несреће. Она брзо схвата да судар није био случајан. Након што жртва, Фај Вејкланд, умре у болници, Вера сумња да би њено убиство могло бити повезано са недавним самоубиством локалног човека. Али Вера и Хили тешко ће доћи до истине кад изгледа да сви са којима разговарају, чувају тајну.                                |                 |                  |                                            |
| 3 | ''Дом''         | 21. јануар 2018. | 8, 97                                      |
| Миран живот у предграђу поприма мрачан преокрет када је 43-годишњу мајку две деце, Алисон Глен, у свом дворишту открио њен мали син, мртву. Вера и Ејден су приморани да прошире своје истраживање када Алисонова давно изгубљена породица је сакривена у радионици столарије и сумње почну да се јачају. Тада откривају да Гленови у својим ормарима имају костуре. |                 |                  |                                            |
| 4 | ''Црна вода''   | 28. јануар 2018. | 8, 55                                      |
| Тело тинејџера Етана Девлеија пронађено је како плута у канализацији. Када Вера и њен тим открију да се Етан води као нестао три дана, траже помоћ у руралној заједници дрвне индустрије. |                 |                  |                                            |

### Сезона 9
| Бр. еп. | Наслов          | Премијера        | Гледаност у Уједињено Краљевство (милиони) |
| --- | --------------- | ---------------- | ------------------------------------------ |
| 1 | ''Слепа тачка'' | 13. јануар 2019. | 8, 63                                      |
| Вера је позвана на место убиства приправничке форензичке психолошкиње Џоане Касвел, чије је тело пронађено бачено на депонији. Вера истражује случај који је решавала Џоан како би ухватила њеног убицу. |                 |                  |                                            |
| 2 | ''Кукавица''    | 20. јануар 2019. | 8, 37                                      |
| Вера се у бродоградилишту обалног града суочава с убиством Кејдена Ленона, који је избоден ножем. Тинејџер се шест седмица раније одрекао бриге свог социјалног радника, али с неколико трагова Вера улази у везу са бандом и открива мрежу кријумчарења дроге. |                 |                  |                                            |
| 3 | ''Хладна река'' | 27. јануар 2019. | 8, 50                                      |
| Успешна пословна жена Лиса Варсеј приређује забаву за своју породицу и пријатеље на сплаву. Али све се окреће у лошем смеру када њену сестру Дени пронађу мртву у води. Породица у почетку верује да је Денијева смрт била несрећа, али Вера и патолог Малколм знају да форензичари указују на убиство. Вера и тим су се расправљали о гласинама да је Дени могла бити у насилној вези и постављају питање може ли то довести до њене смрти. Али истрага се усложњава када докази указују на чињеницу да је нешто Дени крила у свом животу. Вера мора откопчати чврсто исплетене нити које држе породицу како би открила ко је убио невину жену. |                 |                  |                                            |
| 4 | ''Галеб''       | 3. фебруар 2019. | 8, 43                                      |
| Вера решава два случаја убиства, једног који укључује проналазак леша на месту спаљеног клуба некада давно и другог који се догодио у садашњици. Вера покушава да открије повезаност ова два убиства. |                 |                  |                                            |

## Оцене
Прва сезона је привукла просечну консолидовану публику од 6,60 милиона (удео од 25%) током четири епизоде. Емисију је након тога наручио канал за још четири епизоде. Друга сезона привукла је просечну консолидовану публику од 6,36 милиона током четири епизоде. Касније је Вера "наручена" за још две сезоне. Трећа сезона привукла је просечну консолидовану публику од 6,53 милиона током четири епизоде, док је четврта сезона привукла нешто мању публику од 6,42 милиона током четири епизоде. У 2018. години гледаности су се повећале на између 8 и 9 милиона гледалаца.